# Ujana
Das Ujana, auch mit Judschena bezeichnet, war ein Längenmaß in Birma. Es war, wie auch das Kosa, nicht im gewöhnlichen Gebrauch.
- 1 Ujana = 40 Gawots = 448000 Taongs (Elle) = 217,332 Kilometer[2]